# 구재이
구재이(본명: 구은애, 1986년 2월 28일 ~ )는 대한민국의 배우 겸 모델이다.

## 학력
- 2001년 ~ 2004년 서울예술고등학교 무용과 (졸업)
- 2004년 ~ 2009년 이화여자대학교 무용과 (졸업)

## 연기 활동

### 드라마
| 연도 | 방송       | 제목                               | 역할   | 비고     |
| ---- | ---------- | ---------------------------------- | ------ | -------- |
| 2012 | KBS2       | KBS 드라마 스페셜 - 습지생태보고서 | 윤정   |          |
| 2013 | MBC        | 세상에서 가장 위대한 일            | 소유리 |          |
| 2014 | KBS2       | 천상여자                           | 정은수 |          |
| 2014 | KBS2       | KBS 드라마 스페셜 - 추한 사랑      | 송연이 |          |
| 2015 | SBS 플러스 | 당신을 주문합니다                  | 아다화 |          |
| 2015 | tvN        | 오 나의 귀신님                     | 왕주   | 특별출연 |
| 2015 | JTBC       | 라스트                             | 윤정민 |          |
| 2016 | OCN        | 뱀파이어 탐정                      | 윤설아 | 특별출연 |
| 2016 | KBS2       | 월계수 양복점 신사들               | 민효주 |          |
| 2018 | OCN        | 미스트리스                         | 도화영 |          |
| 2018 | KBS2       | 러블리 호러블리                    |        | 특별출연 |

### 영화
- 2012년 《두 유 리멤버 미 3D》

### 뮤직비디오
- 2008년 김건모 - 〈Kiss〉

## 방송 활동

### 예능
- 2017년 FashionN 《팔로우미 8》

### 안내
- 2015년 ~ KT 《모바일 음성 사서함 음성 안내》

## 광고
- 2005년 삼성전자 미니켓
- 2005년 아웃백 스테이크하우스
- 2007년 영에이지
- 2007년 기아 기아 모닝
- 2008년 FUBU
- 2008년 아모레퍼시픽 헤라
- 2009년 BC카드
- 2009년 KCC 창호
- 2010년 머렐
- 2010년 제일모직 빈폴 레이디
- 2011년 옥션

## 음주 운전 사고
- 2017년 6월 15일 오후 11시 40분경 서울특별시 용산구 한남동 하얏트호텔에서 한남대교 방면으로 운전하던 중 음주 단속에 적발됐다[1]
- 당시 혈중 알코올 농도는 0.051%로 면허 정지 수준이었다.
- 이 사건으로 진행 중인 프로그램 FashionN '팔로우미 8'을 하차했다.